# 乌维尔拉拜
乌维尔拉拜（法語：Ouville-l'Abbaye，法語發音：[uvil labei]）是法国滨海塞纳省的一个市镇，属于鲁昂区。

## 地理
乌维尔拉拜（49°41'41"N, 0°51'40"E）面积7.31 平方千米，位于法国诺曼底大区滨海塞纳省，该省份为法国北部沿海省份，其西部及北部濒大西洋英吉利海峡，东起顺时针与索姆省、瓦兹省、厄尔省和卡爾瓦多斯省接壤。
与乌维尔拉拜接壤的市镇（或旧市镇、城区）包括：昂夫勒维尔莱尚、科地区贝维尔、克里克托叙乌维尔、兰德伯夫、维伯夫、耶维尔。

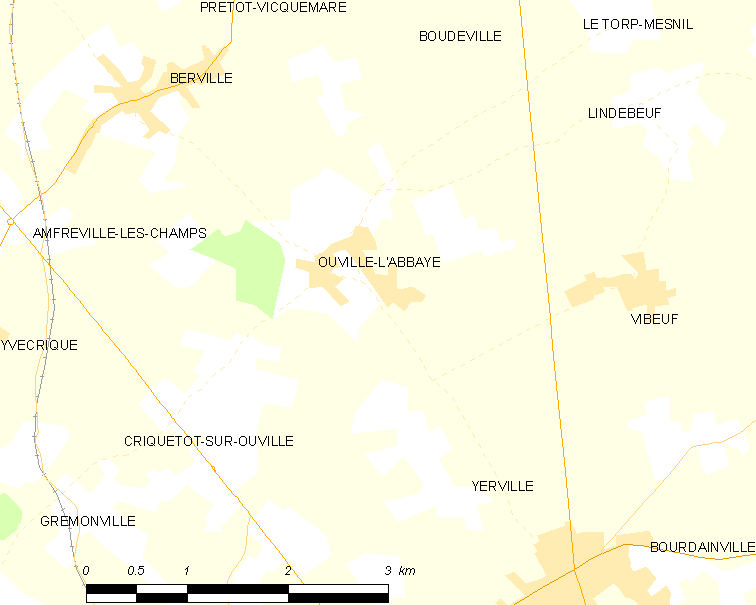
乌维尔拉拜的OSM定位图

乌维尔拉拜的时区为UTC+01:00、UTC+02:00（夏令时）。

## 行政
乌维尔拉拜的邮政编码为76760，INSEE市镇编码为76491。

## 政治
乌维尔拉拜所属的省级选区为伊沃托县。

## 人口

1962-2008年间乌维尔拉拜人口变化图示

乌维尔拉拜于2022年1月1日时的人口数量为654人。